# Niemieckie Towarzystwo Sztuki i Nauki w Bydgoszczy

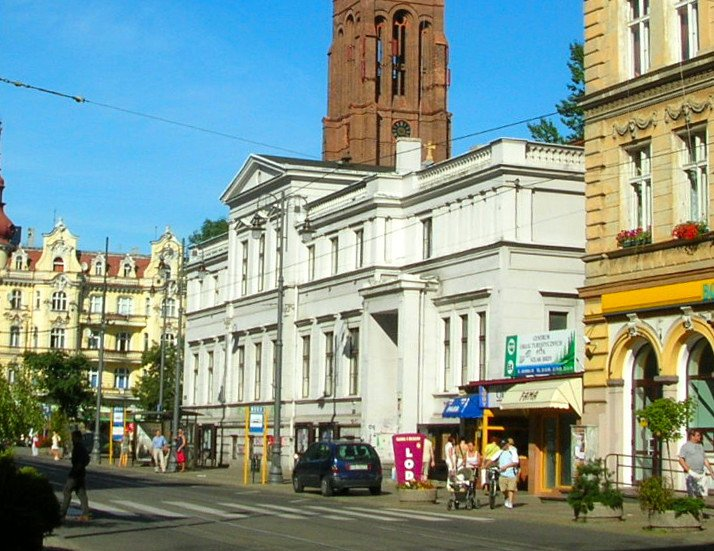
Budynek Kasyna Cywilnego przy ul. Gdańskiej w Bydgoszczy, gdzie w okresie międzywojennym prowadziło swoją działalność Niemieckie Towarzystwo Sztuki i Nauki

Niemieckie Towarzystwo Sztuki i Nauki w Bydgoszczy – stowarzyszenie (niem. Deutsche Gesellschaft für Kunst und Wissenschaft) istniejące w latach 1902–1945, zrzeszające większość niemieckich towarzystw kulturalno-naukowych na terenie Bydgoszczy.

## Historia

### Okres 1902-1920
Niemieckie Towarzystwo Sztuki i Nauki powstało w 1901 r. z inicjatywy nadprezydenta Prowincji Poznańskiej Karla von Bittera. Towarzystwo, obejmujące zasięgiem działania całą prowincję miało zjednoczyć wszystkie istniejące niemieckie stowarzyszenia kulturalne i naukowe i umożliwić ich rozwój z wykorzystaniem dotacji państwowych. W krótkim czasie otwarło swoje oddziały w 10 miejscowościach.
W Bydgoszczy już w I połowie XIX wieku powstawały pierwsze stowarzyszenia kulturalne, np. męskie towarzystwo śpiewacze „Liedertafel” (1842), a pod koniec XIX wieku było ich kilkadziesiąt. Do najstarszych należały m.in. towarzystwa: techników (1857 r.), przyrodników (1865 r.), sztuki (1878 r.) W 1880 r. z inicjatywy kupca Hermanna Franke powstało Towarzystwo Historyczne, które zajmowało się historią regionalną, rozszerzając z czasem krąg zainteresowań badawczych. W związku z tym zmieniło ono w 1888 r. nazwę na Towarzystwo Historyczne Obwodu Nadnoteckiego. Było jednym z najbardziej znaczących w mieście i najstarszym z dużych towarzystw historycznych Prowincji Poznańskiej.
W 1902 r. po długich i żmudnych przygotowaniach udało się w Bydgoszczy połączyć wszystkie niemieckie stowarzyszenia kulturalno-naukowe w Niemieckie Towarzystwo dla Sztuki i Nauki w Bydgoszczy, które zostało zapisane w rejestrze stowarzyszeń w dniu 29 października tego roku. Pomimo nacisków nadprezydenta Prowincji Poznańskiej, który obiecał pokaźne zasiłki, oddział bydgoski zachował niezależność od Poznania.
Bydgoskie Towarzystwo Sztuki i Nauki zrzeszało początkowo 766 członków i dzieliło się na siedem oddziałów: 
1. Historyczny (dawne Towarzystwo Historyczne Obwodu Nadnoteckiego);
2. Literatury (od 1903 r.);
3. Sztuki;
4. Nauk prawnych i administracyjnych (od 1906 r.);
5. Nauk przyrodniczych;
6. Techniki;
7. Oddziały muzyczne (Liedertafel i Singakademie).

W działalność stowarzyszenia byli zaangażowani w dużej mierze naukowo wykształceni urzędnicy i nauczyciele. Stanowili oni około połowy wszystkich członków. Pracowali we władzach rejencji, w dyrekcjach poczty, kolei i leśnictwa, w szkolnictwie, sądownictwie i zakładach miejskich. Duże znaczenie miały związki z Teatrem Miejskim, Biblioteką Miejską (1903) i Bydgoskim Konserwatorium Muzycznym (1904). Aktywnymi członkami byli także oficerowie miejscowego garnizonu. Towarzystwo wydawało roczne sprawozdania, które ukazywały się w latach 1902–1919. Dzięki dotacjom rządowym w wysokości ok. 4 tys. marek rocznie prowadzono działalność z dużym rozmachem, a także sprowadzano na wykłady prelegentów z całych Niemiec.

#### Struktura
Oddział Historyczny.
Skupiał on większość członków całego Towarzystwa, kontynuując działalność Towarzystwa Historycznego Obwodu Nadnoteckiego. Do dużych odkryć dokonanych przez członków należą m.in. groby skrzynkowo-kamienne w okolicach Nakła, cmentarzyska z okresu kultury halsztackiej w Zamczysku, cmentarzyska urn koło Fordonu, skarb 2 tys. monet ze Żnina oraz umocnień z okresu przedsłowiańskiego w różnych miejscowościach. Pokaźne zbiory (10,9 tys. eksponatów w 1916 r.) przechowywano prowizorycznie na chórze kościoła klarysek, a rozwiązaniu problemu lokalowego przeszkodził wybuch I wojny światowej.
Działalność tego oddziału była głównie prowadzona przez gimnazjalnych nauczycieli historii, prowadzących podstawowe badania regionalne, których wyniki przedstawiali w formie wykładów i sprawozdań.
Akademia Śpiewu.
Był to drugi co do wielkości oddział Towarzystwa. Przy jego zakładaniu przyłączyły się m.in. Bydgoskie Towarzystwo Orkiestrowe (zał. 1896), Bydgoskie Towarzystwo Śpiewu (zał. 1898) i chór mieszany. Do tradycji należały regularne koncerty organizowane przez Akademię przy pomocy miejscowych i zaproszonych artystów.
Oddział Literatury.
Założył go w 1903 r. kierownik Biblioteki Miejskiej Georg Minde-Pouet. Liczba członków wzrosła z 173 do 523 w 1914 r. Oddział wydawał sprawozdania roczne, periodyk „Publikacje”.
Oddział Nauk Prawnych i Administracyjnych.
Utworzono go w 1906 r. Składał się z 80-90 członków, ich liczba nie ulegała zasadniczej zmianie.
Oddziały Techniki i Nauk Przyrodniczych.
Zajmowały się m.in. problemami rozwoju oświetlenia gazowego, komunikacji powietrznej od jej początków do Zeppelina, budowy elektrowni na pruskich terenach wschodnich, darwinizmem, budową betonowych linii kolejowych, aż po najnowocześniejsze dziedziny wiedzy, jak telefonia bezprzewodowa, czy radioaktywność.
Oddział Sztuk Pięknych.
Organizował publiczne wystawy twórców miejscowych i zamiejscowych.

#### Wybitni działacze
Do najważniejszych działaczy towarzystwa należał dr Erich Schmidt, czołowy niemiecki regionalista Bydgoszczy oraz dr Georg Minde-Pouet, dyrektor utworzonej w 1903 r. Biblioteki Miejskiej. Biblioteka Miejska była rdzeniem Towarzystwa, a niektóre oddziały przekazały jej na własność swoje zbiory książkowe.

### Okres 1920-1945
Po włączeniu Bydgoszczy do odrodzonego państwa polskiego w 1920 r., Towarzystwo straciło większość swoich członków w wyniku emigracji ludności niemieckiej, zwłaszcza urzędników i członków garnizonu. Ogólna liczba członków spadła do 100-200 osób, wobec czego w latach 20. XX w. zlikwidowano niektóre oddziały (techników, przyrodników, historyków). Władze Republiki Weimarskiej nie przekazywały dotacji na działalność, a władze polskie odcięły dostęp do Biblioteki Miejskiej i Teatru Miejskiego.
Głównymi dziedzinami działalności Towarzystwa stały się muzyka i literatura, wykłady, imprezy rozrywkowe, wieczorki taneczne i sprawozdania podróżnicze. W okresie międzywojennym kierownikiem Towarzystwa był nauczyciel gimnazjalny Otto Schönbeck. Działalność prowadzono w budynku Kasyna Cywilnego przy ul. Gdańskiej.
W 1927 roku ukonstytuowała się ponownie Grupa Historyczna przewodnictwem nauczyciela, Kurta Skonietzky. Pod koniec lat 30. podjęto również próbę utworzenia oddziału nauk prawa niemieckiego oraz utworzono nową bibliotekę.
W trakcie II wojny światowej działalność Towarzystwa została zawieszona przez władze hitlerowskie, a jej całkowity kres przyniosło usunięcie Niemców z Bydgoszczy po zakończeniu wojny.